# Podatek basenowy
Podatek basenowy – popularna nazwa podatku płaconego od rynkowej wartości dóbr luksusowych znajdujących się przy nieruchomości (np. korty, baseny).
Obowiązuje w Grecji od czasu kryzysu finansowego, w Polsce postulowany w 2011 przez Sojusz Lewicy Demokratycznej.